# مارك تورانس
مارك تورانس (بالإنجليزية: Mark Torrance)‏ (6 أبريل 1989 بإدنبرة في المملكة المتحدة - ) هو لاعب كرة قدم بريطاني في مركز الوسط. لعب مع نادي ليفينغستون لكرة القدم.

## وصلات خارجية
- مارك تورانس على موقع قاعدة بيانات كرة القدم.إي يو (الإنجليزية)
- مارك تورانس على موقع Soccerbase.com (لاعب) (الإنجليزية)